# Boj na Kosovu
Boj na Kosovu (sârbă Бој на Косову, cu sensul de Bătălia de la Kosovo) este un film istoric iugoslav (sârbesc) din 1989 regizat de Zdravko Šotra. Filmul a fost bazat pe scrierile poetului Ljubomir Simović.

## Prezentare
Filmul este bazat pe dramă scrisă de poetul Ljubomir Simović. Înfățișează Bătălia de la Kosovo Polje dintre Serbia Medievală și Imperiul Otoman, care s-a desfășurat pe 15 iunie (conform calendarului iulian, 28 iunie după calendarul gregorian) pe o câmpie aflată la 5 kilometri de nord-vestul Priștinei.